# Alessandro Bianchi (1965)
Alessandro Bianchi (Oliena, 12 febbraio 1965) è un politico italiano.

## Biografia
Nato a Oliena nel 1965, frequentò gli studi superiori al liceo classico di Nuoro e si laureò in medicina all'Università di Cagliari. Dopo aver coltivato idee autonomiste sardiste in gioventù, si avvicinò agli ambienti della sinistra già all'università. Dopo aver ottenuto la specializzazione in oncologia, decise di entrare attivamente in politica candidandosi al consiglio comunale di Nuoro alle elezioni del 2005 per i Democratici di Sinistra. Eletto con 194 voti, ricoprì l'incarico di capogruppo consiliare, oltre che dirigente locale del partito.
Nel 2007 aderì al Partito Democratico e nel 2010 entrò nella direzione provinciale.
Alle elezioni amministrative del 2010 si candidò a sindaco di Nuoro, sostenuto da una coalizione di centro-sinistra composta da Partito Democratico, Partito Socialista Italiano, Federazione della Sinistra e liste civiche. Al ballottaggio del 17 giugno 2010 venne eletto sindaco con il 55% di voti, battendo il candidato Paolo Manca del Popolo della Libertà.
Candidatosi per un secondo mandato alle elezioni del 2015, fu sconfitto a sorpresa al secondo turno dal candidato civico Andrea Soddu.
Dal 2015 al 2018 fu presidente del Comitato d'ambito di gestione del servizio idrico "Abbanoa".
È sposato con Marcella Doa, insegnante, figlia della politica locale Nerina Fiori.